# Diospyros yaouhensis
Diospyros yaouhensis là một loài thực vật có hoa trong họ Thị. Loài này được (Schltr.) Kosterm. mô tả khoa học đầu tiên năm 1977.